# 초끈 이론
이론물리학에서 초끈이론(超-理論, 영어: superstring theory)은 자연계의 모든 입자와 기본 상호작용을 미세한 크기의 초대칭적 끈의 진동으로 설명하려는 시도이다. 끈 이론의 일종이다.
초끈 이론은 기본적으로 상대성이론과 양자론의 충돌을 설명하기 위해 만들어진 이론이다. 이 충돌은 바로 플랑크 길이라는 아주 작은 영역 안에서 일어나는 일로서 양자적 요동이라는 현상에서 발생한다. 양자론은 이 양자적 요동을 예견했지만 중력장이 이 양자 요동의 영향을 받기 때문에 상대성이론의 체계에 맞지 않는다. 이 점을 무시하고 두 이론의 식을 통합하면 확률이 무한%라는 결과가 나왔기에 두 이론을 알맞게 통합하기 위해 만들어진 이론이 바로 이 초끈이론이다.

## 개요
초끈이론은 자연계의 입자를 끈의 진동으로 나타낸다. 끈이 진동하는 파장의 길이의 정수배가 이 끈의 길이(원자핵의 10-22)가 되어야 한다는 조건이 있을 뿐, 초끈이론에 따르면 입자의 개수는 사실상 무한하다. 이 때, 파장이 짧은 끈일수록(즉, 진동수가 큰 끈일수록) 큰 질량을 가진다. 이 때문에 지금은 질량이 큰 입자는 만들어 내는데에 엄청난 에너지가 필요하여 우리가 발견하지 못한 것이라고 설명할 수 있다.
또, 초끈이론은 숨겨진 차원이 있다고 설명한다. 이것은 간단한 예로 설명할 수 있다. 1차원 선을 말아서 원을 만든 다음 그 원을 수직 방향으로 이동시켜 원통 모양의 2차원 물체를 만든다고 치자. 그러면 그 물체의 두께가 매우 얇다고 하면 멀리서 봤을 때에 그 물체는 2차원 물체가 아닌 1차원 물체인 끈으로 보일 것이다. 이처럼 차원을 매우 작게 만들어 숨길 수 있는데(칼루자-클라인이론) 이 사실을 이용하면 플랑크 길이 안에 차원을 둥글게 말아 숨길 수 있다. 끈이론에 따르면 이 세상은 9차원 공간을 가지고 있으므로 플랑크 길이 안에는 6차원의 칼라비-야우 다양체가 둥글게 말려 존재하는 것이다.
다시 첫 문단으로 돌아가서 초끈 이론이 어떻게 플랑크 길이 안에서의 양자적 요동을 잠재우는지 알아보자. 먼저 본문의 위에 나왔던 원통 모양의 2차원 우주를 상상해 보자. 이 우주에는 두 가지 형태의 끈이 존재할 수 있다. 바로 원통형 우주에 '감긴' 끈과 우주를 자유롭게 돌아다니는 일반 끈이다. 감긴 끈은 '감김에너지'를 갖는데 이것은 끈의 길이가 길어질수록 커지는 에너지이다. 한편, 일반 끈은 운동에너지를 갖는다. 끈의 진동이든 끈 자체가 이동하는 운동이든 말이다. 그러면 우주의 크기가 줄어들 수록 감김에너지는 줄어들고 운동에너지는 늘어난다. 또, 우주가 크기가 커질수록 운동에너지는 줄어들지만 감김에너지는 증가한다. 그 때문에 우주의 총 에너지량(감김에너지+운동에너지)은 항상 일정하고 이 기준점이 되는 곳이 바로 플랑크 길이이다. 그러면 플랑크 길이보다 작은 우주는 (예: 플랑크 길이의 1/10) 플랑크 길이보다 큰 우주(예: 플랑크 길이의 10)와 성질이 정확히 일치하는 것이다. 이 내용은 2차원의 호스형 우주에만 해당하는 것이 아니라 모든 차원에 적용되는 법칙이다.
이 때문에 플랑크 길이 이하의 영역에서 일어나는 양자적 요동은 관측될 수 없음이 설명되었고, 관측되지 않는 현상은 고려할 필요가 없는 현상이므로 초끈 이론은 모든 것의 이론(TOE)의 후보에 당당히 오르게 되었다.

## 초대칭성의 적용
초대칭성의 개념이 없어서 스핀이 정수인 입자인 보존(boson)만 있었던 초기의 끈이론을 '보존(boson) 끈이론' 이라고 한다. 따라서 스핀이 반정수인 입자를 설명하려면 당연히 페르미온(fermion)이 있어야 했다. 또, 이 끈이론에는 질량의 제곱이 음수인 입자가 도입되어서 이 입자에 해당하는 끈의 진동 패턴이 있다는 것을 증명하기 어려웠다. 그래서 끈이론에 초대칭성이 도입되었고 이후 라몽, 슈바르츠, 느뵈, 글리오치, 셔크, 올리브 등의 과학자들에 의해 개념이 도입, 발전, 수정되면서 보존 끈이론에 초대칭성의 개념을 도입한 '초끈이론'이 완성되었다. 초끈이론은 보존 끈과 페르미온 끈, 그리고 그들의 진동패턴이 하나씩 대응된다는 점이 보존 끈이론과 다른 점이다. 초끈 이론이 등장하면서 당연히 타키온에 관한 내용도 설명할 필요가 없게 되었다.

## 문제점
만일 어떤 수수께끼가 있는데 그 '근본적인 설명방법'이 다섯 가지나 있다면 당신은 그 설명들을 모두 신뢰하겠는가? 초끈 이론이 바로 그러한 상황이다. 이 초끈이론들은 모두 보존(boson)과 페르미온(fermion)의 진동 패턴을 이어준다는 것은 동일하지만 그 방법이 모두 다른 이론들이다. 그 이론들은 바로 'I형이론 (the Type I theory)', 'IIA형 이론 (the Type IIA theory)', 'IIB형 이론 (the Type IIB theory)', '이형O(32)이론 (the Heterotic type O(32) theory)', 그리고'이형 E8 x E8 이론 (the Heterotic type E8 x E8 theory)'이다. 이 이론들은 중심 내용은 같지만 세부적인 내용이 모두 다르다. 예를 들어, I형이론에서는 닫힌 끈 뿐만 아니라 열린 끈도 다루지만 다른 이론에서는 다루지 않으며, II형에서는 왼쪽 진행파와 오른쪽 진행파가 각각 하나의 10차원 초대칭을 가진다. 또, 이형 E8 x E8 이론과 이형O(32)이론는 잡종 이론이라고 해서 두 이론을 혼합해 만들었다. 그러나, 이 이론들은 끈이 결합하는 횟수를 결정하는 끈결합상수에 값이 달라짐에 의해 서로 이중성이 나타날 수 있음이 보여졌는데 이 이론들을 통합해 줄 수 있을 만한 후보가 바로 m-이론이다. m-이론은 끈이론의 약결합과 강결합의 이중성을 이용해 모든 끈이론을 하나로 묶은 이론이다.
또한 이들이 기본적 가정으로 세운 주장들이 실험으로 확인될 희망이 거의 없다는 문제점이 있다.

## 참고 문헌
- 브라이언 그린 저. 박병철 역. 《엘러건트 유니버스》. 승산. 2002년. ISBN 9788988907283
- 피터 보이트 저.  박병철 역. 《초끈이론의 진실》. 승산. 2008년. ISBN 9788961390170

## 같이 보기
- 끈 이론
- AdS/CFT 대응성
- 양자 중력
- 모든 것의 이론
- M이론

### 내용주
1. ↑  불확정성 원리에 의해 입자의 위치와 운동 상태를 동시에 알 수 없으므로 입자가 존재할 수 있는 위치가 점점 작아질 수록 운동량을 더욱더 알 수 없게 되어 점점 움직임이 난폭해진다.

### 참조주
1. ↑  쉽게 이해하는 아주 기본적인 초끈이론 설명. 지식보관소. 2019년 3월 27일
2. ↑  초끈이론이 이런입자가 존재하는 이유를 설명한다고? 초끈이론 1편. 지식보관소. 2019년 6월 21일.
3. ↑  상대성이론과 양자역학이 충돌한 이유. 초끈이론 2편. 지식보관소. 2019년 7월 2일.
4. ↑  우주가 10차원인 이유와 초끈이론의 문제. 초끈이론 3편. 지식보관소. 2019년 7월 9일.
5. ↑  초끈이론이 말하는 우리의 우주가 생긴 이유. 초끈이론 4편. 지식보관소. 2019년 7월 18일.
6. ↑  초끈이론의 위기와 끈이론의 진화. 초끈이론 5편. 지식보관소. 2019년 10월 14일.
7. ↑  '초끈이론'은 어디서부터 시작되었을까! 그 아름다움을 파헤친다!. 안될과학. 2020년 3월 7일.
8. ↑  M 이론이 생기게 된 과정. 지식보관소. 2019년 10월 20일.